# Carlo Ruggeri (politico)
Carlo Ruggeri (Varazze, 12 aprile 1950) è un politico italiano, sindaco di Savona dal 1998 al 2005.

## Biografia
Diplomato al liceo artistico, Ruggeri frequenta la facoltà di lettere dell'Università di Genova, ottenendo in seguito l'abilitazione all'insegnamento e svolgendo la professione di insegnante di educazione artistica alle scuole medie.
Dal 1990 al 1998, è stato membro della Giunta della Camera di Commercio, Industria, Artigianato e Agricoltura di Savona.
Dal 2010 al 2016, Ruggeri ha ricoperto la carica di presidente della società Insediamenti Produttivi Savonesi (IPS).

### Sindaco di Savona
Dopo aver aderito ai Democratici di Sinistra, Ruggeri si candida alla carica di sindaco di Savona in vista delle elezioni comunali del 1998, sostenuto dalla coalizione dell'Ulivo e venendo eletto al primo turno. Verrà poi riconfermato, sempre al primo turno, alla tornata elettorale successiva.

### Assessore regionale
A seguito delle elezioni regionali del 2005, Ruggeri entra a far parte della giunta guidata da Claudio Burlando nelle vesti di assessore regionale all'Urbanistica, dimettendosi quindi dalla carica di primo cittadino e ricoprendo l'incarico dal 2005 al 2010. Durante il suo assessorato, ha contribuito alla nascita dell'ente euroregionale Alpi-Mediterraneo.